# Pelecotheca flavipes
Pelecotheca flavipes är en tvåvingeart som beskrevs av Thompson 1968. Pelecotheca flavipes ingår i släktet Pelecotheca och familjen parasitflugor. Inga underarter finns listade i Catalogue of Life.